# Рука предателя
«Игра предателя» (англ. «The Traitor's Hand» — буквально «Рука предателя») — книга Сэнди Митчелла в жанре боевой фантастики, действие которой разворачивается во вселенной Warhammer 40,000. Книга относится к категории так называемых сопутствующих товаров (англ. merchandise). Роман впервые опубликован издательством Black Library в 2005 году. В России книга была выпущена в 2010 году издательством «Фантастика». «Игра предателя» — третья книга цикла о комиссаре Каине, начатого романом «За Императора!».
Главный персонаж произведения — комиссар Имперской гвардии Кайафас Каин, герой Империума человечества. И на этот раз ему предстоит столкнуться с демоническим богом Слаанеш и десантниками Хаоса. 
Обозреватель «Мира фантастики» Д. Золотницкий в своей рецензии отмечал, что данная книга знаменует отход серии о Каине в сторону традиционной боевой фантастики: «С каждым новым томом Митчеллу всё труднее совмещать декларируемую трусость протагониста с диктуемой сюжетом необходимостью постоянно бросать его в самое пекло». При этом он положительно отозвался об общем качестве книги, которую «можно рекомендовать не только поклонникам этой вселенной, но и просто любителям хорошей боевой фантастики». 